# Royal Aircraft Factory F.E.2
Royal Aircraft Factory F.E.2 byl britský dvoumístný stíhací a později také bombardovací letoun s tlačnou vrtulí vyráběný firmou Royal Aircraft Factory a používaný v první světové válce. Vyráběl se v několika variantách od prvních strojů F.E.2a, přes nejvíce vyráběný F.E.2b, noční stíhač i bombardér F.E.2c až po nejvýkonnější variantu F.E.2d. F.E.2 byl jedním z pilířů obrany proti letecké převaze německých Fokkerových jednoplošníků na začátku války.

## Vývoj
F.E.2 (Farman Experimental 2, dle francouzského letounu postaveného bratry Farmanovými) byl navržen v roce 1911, jako vylepšení předchozí verze F.E.1. Probíhal další vývoj letounu až byl v roce 1913 kompletně přepracován do nového prototypu. Ten nakonec v únoru 1914 těžce havaroval, nicméně žádné problémy při testech letounu nebyly takové, aby nemohl být již v lednu 1914 připraven pro sériovou výrobu.
Začátek války však zasáhl britskou leteckou admiralitu zcela nepřipravenou. Nadvláda německých stíhačů v počátku války nemusela být taková, kdyby první objednávka letounů F.E.2a nepřišla teprve v říjnu 1914. První z 12 předběžně objednaných kusů poprvé vzlétl, řízen F. Gooddenem, 26. ledna 1915. Stroj poháněl vodou chlazený řadový šestiválec Green o výkonu 74 kW. Koncepce stíhacího letounu s tlačnou vrtulí byla z aerodynamického hlediska sice již tehdy zastaralá, nicméně britové stále neměli dostatečně vyřešen problém střelby skrze dráhu vrtule, podobně jako se to celkem úspěšně podařilo vyřešit Fokkerovi pomocí synchronizace kulometu s otáčkami motoru, proto byla konfigurace s tlačnou vrtulí pro stíhací letouny stále upřednostňována. Třetí exemplář F.E.2a měl instalován výkonnější řadový šestiválec Austro-Daimler o výkonu 88 kW, který v licenci vyráběla továrna William Beardmore & Co. Takto upravený letoun poprvé vzlétl 16. března 1915 a již 20. března přelétl do Ústřední letecké školy v Upavonu k úředním zkouškám. Poslední F.E.2a byl dokončen 5. října 1915.
Jeden z pozdějších F.E.2a byl na sklonku roku 1915 přestavěn na prototyp stroje F.E.2c, u něhož pilot seděl vpředu a letecký pozorovatel vzadu.
F.E.2 byl dvoumístný letoun s pozorovatelem v přídi trupové gondoly, zatímco pilot seděl o něco výše za ním. Toto uspořádání bylo jedním z pilotů komentováno:
Sedím na mohutném trůnu jako kněz v katedrále a můj pozorovatel sedí nebo klečí přede mnou v kruhové kabině podobné starému škopku na mytí nohou.
Pozorovatel (střelec) byl vyzbrojen jedním kulometem Lewis ráže 7,7 mm připevněným na otočném kruhu, později přibyl druhý upevněný na podstavci nad křídlem pro střelbu směrem dozadu. Poloha střelce byla nebezpečná nicméně výhled měl vynikající. F.E.2 mohl také nést několik malých bomb.
První výrobní série 12 strojů varianty F.E.2a byla rychle nahrazena hlavním výrobním modelem F.E.2b, který poháněl kapalinou chlazený řadový motor Beardmore nejprve s výkonem 120 k (89 kW), později u varianty F.E.2bs s výkonem 160 k (119 kW). F.E.2c byl noční stíhací i bombardovací varianta F.E.2b - hlavní změna byla ve výměně polohy pilota a pozorovatele takže měl pilot lepší výhled pro řízení letounu při přistání v noci.
Poslední variantou tohoto typu byl F.E.2d s větším rozpětím křídel a motorem Rolls-Royce Eagle o výkonu 250 k (186 kW) a s druhým kulometem Lewis na podstavci střílející nad křídlem směrem dozadu. Obsluha tohoto kulometu vyžadovala, aby střelec na svém sedadle stál. Některé stroje měly přední kulomet Lewis obsluhovaný pilotem.

## Na frontě

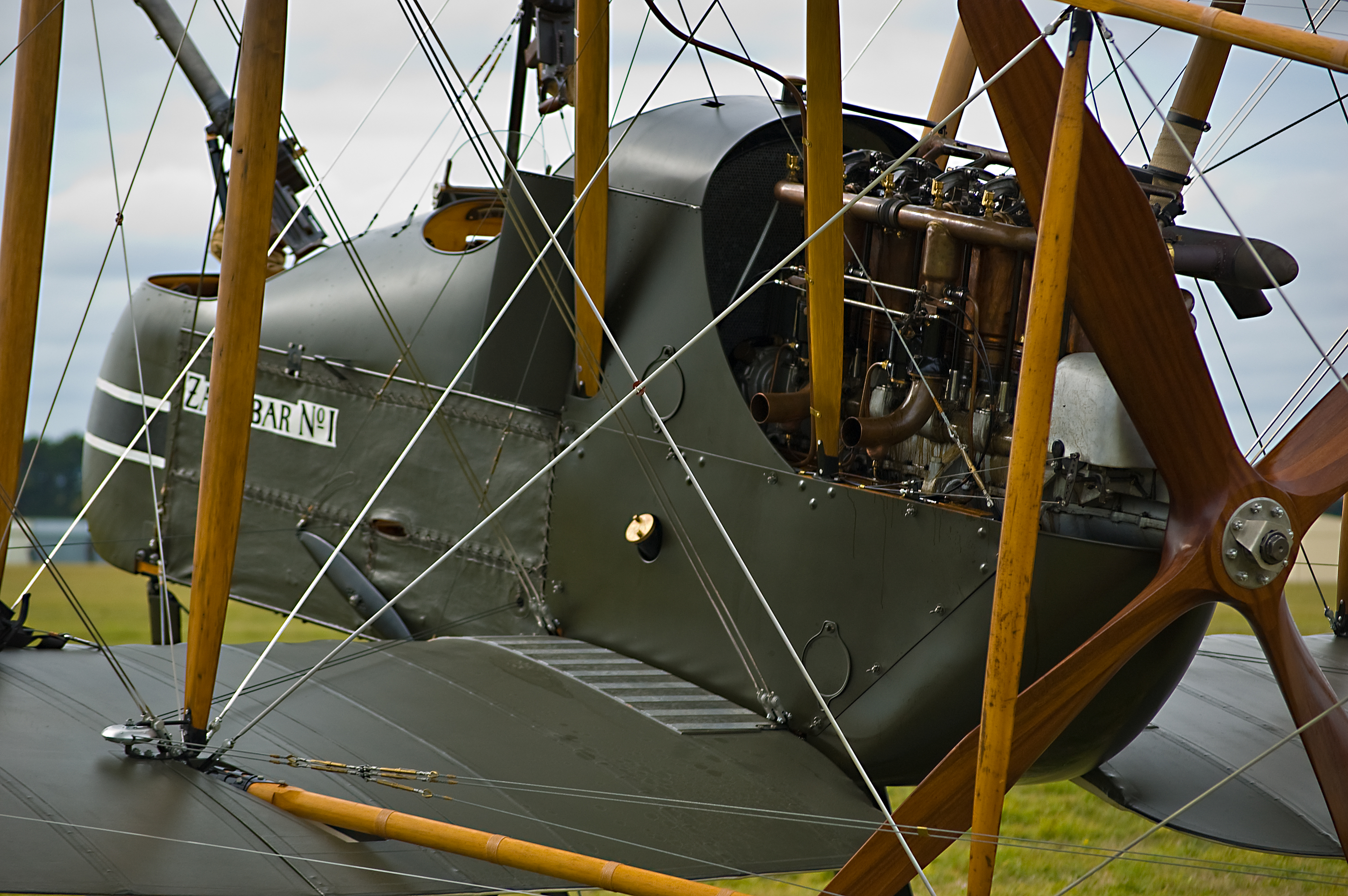
F.E.2b

První a druhý vyrobený kus, již s motory Austro-Daimler, se k 6. peruti RFC ve Francii dostaly 14. května 1915, druhý byl však o dva dny později vyřazen. Dne 19. května jej nahradil čtvrtý exemplář následovaný 20. května třetím. Na západní frontu k 6. peruti bylo odesláno všech 12 vyrobených F.E.2a až na 10. stroj, dodaný 26. října 1915 k 16. letce. Svůj poslední letoun, jedenáctý vyrobený, obdržela 6. peruť 7. listopadu. Užíval se i při nočních akcích, proto dostaly poslední vyrobené stroje na příď reflektor.
První vyrobený kus byl 5. září 1915 sestřelen pozemní protiletadlovou palbou, v listopadu a v prosinci byly vyřazeny další tři stroje.
F.E.2b byl armádou používán od září 1915 u 6. perutě RFC. Celkem se vyrobilo 1939 strojů F.E.2b a F.E.2c, které létaly při vojenských operacích za dne až do roku 1917, do srpna roku 1918 pak také jako noční bombardéry. Na vrcholu své slávy bylo těmito letouny vybaveno 16 perutí ve Francii a 6 perutí domobrany v Anglii.
Mezi trofeje tohoto letounu patří německé eso Max Immelmann, který se 18. června 1916 setkal v souboji s letounem F.E.2bs 25. perutě RFC. Peruť hlásila, že byl Immelmann zastřelen, ale pravděpodobně zemřel teprve po havárii svého poškozeného Eindeckera. Navzdory své postupné zastaralosti v průběhu roku 1917 byl F.E.2 stále velmi oblíben pro svoji odolnost. Zůstával těžkým soupeřem a mohl se postavit i letounům pilotovaným německými esy. Manfred von Richthofen byl těžce zraněn na hlavě když byl napaden letounem F.E.2 v červnu 1917.
F.E.2s byl také používán jako průzkumný proti nepřátelským ponorkám s připevněnými plováky pro start a přistání na vodě.

## Varianty

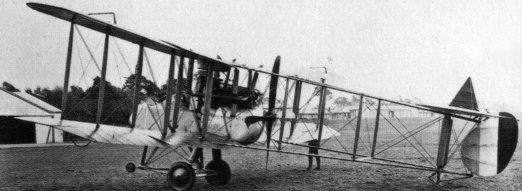
F.E.2d

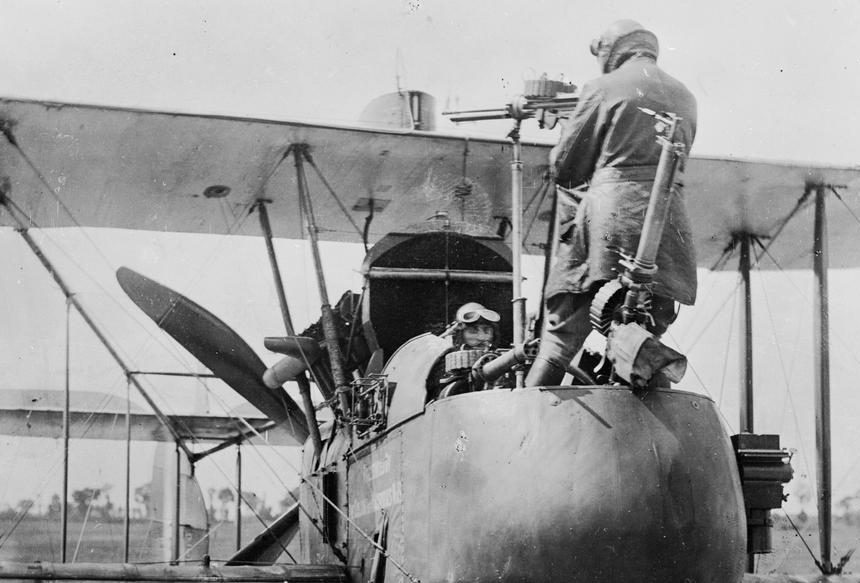
Střelec u zadního kulometu na letounu F.E.2d

### F.E.2a
- První verze, vyrobeno pouze 12 kusů.

### F.E.2b
- Nejvíce vyráběná varianta.
- Denní stíhací letoun.
- Motor Beardmore 120 k (89 kW).

### F.E.2bs
- F.E.2b s motorem Beardmore 160 k (119 kW).

### F.E.2c
- Upravený F.E.2b, záměna polohy pilota a pozorovatele (střelce).
- Noční stíhací a bombardovací letoun.

### F.E.2d
- Nejvýkonnější verze s motorem Rolls-Royce Eagle 250 k (186 kW).
- Větší rozpětí křídel.

### F.E.2s
- Námořní průzkumný hydroplán s plováky.

## Specifikace (F.E.2b)

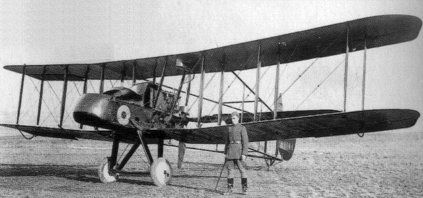
F.E.2b

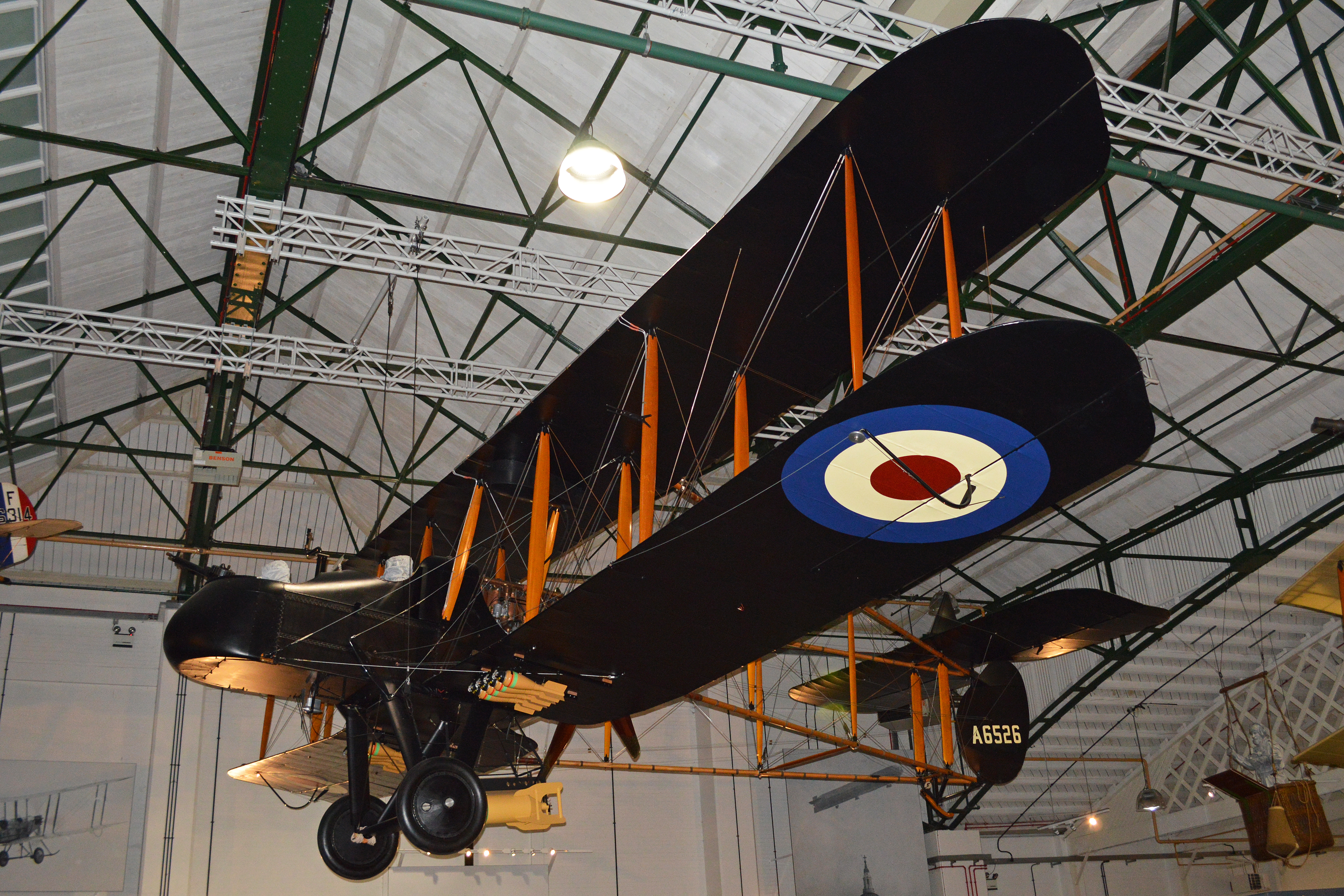
Royal Aircraft Factory F.E.2b (A6526)

### Technické údaje
- Posádka: 1 pilot, 1 pozorovatel (střelec)
- Délka: 9,83 m
- Rozpětí: 14,55 m
- Výška: 3,85 m
- Plocha křídel: 45,9 m²
- Prázdná hmotnost: 935 kg
- Vzletová hmotnost : 1378 kg
- Pohonná jednotka: 1× řadový, vodou chlazený 120 H.P. Beardmore
- Výkon pohonné jednotky: 160 k (119 kW)

### Výkony
- Maximální rychlost: 147 km/h
- Dostup: 3350 m
- Stoupavost: 3000 m / 40 min

### Výzbroj
- 1× nebo 2× kulomet Lewis ráže 7,7 mm u pozorovatele (jeden vpředu, druhý na podstavci nad křídlem směřující dozadu)
- 1× nebo 2× kulomet Lewis ráže 7,7 mm u pilota v pozdějších variantách letounu

## Uživatelé
- Velká Británie
  - Royal Flying Corps
  - Royal Air Force